# Siccia nigropunctana
Siccia nigropunctana är en fjärilsart som beskrevs av Saalmüller 1884. Siccia nigropunctana ingår i släktet Siccia och familjen björnspinnare. Inga underarter finns listade i Catalogue of Life.